# Companyia d'Ostende
La Companyia d'Oostende és una companyia comercial fundada a Anvers el 19 de desembre del 1722 als Països Baixos austríacs sota el regne de Carles VI d'Àustria, per al comerç amb Xina i Bengala.
El seu nom oficial era Generale Keizerlijke en Koninklijke Indische Compagnie (Companyia general imperial i reial de les Índies) i la seu era a Anvers. Tot i això, és més coneguda sota el nom de Companyia d'Oostende, com que la seva flota era basada en aquesta ciutat. De fet, el port d'Anvers era inaccessible pel bloqueig de l'Escalda organitzat per la República de les Províncies Unides independents després de la víctòria d'Espanya al Setge d'Anvers (1585) i l'escissió de facto dels Països Baixos en una part protestant independent al nord i el sud, sota dominació espanyola i catòlica.
La companyia era econòmicament molt exitosa, entre d'altres per al comerç del te i va esdevenir un competidor important per a la Companyia Neerlandesa de les Índies Orientals. Va donar un —breu— període d'esplendor al port d'Oostende. No va ser gaire estimada per la República dels Països Baixos, ni tampoc per Anglaterra o Prússia, que es van associar per fer prohibir-la. La República va prendre mesures diplomàtiques, militars i legals: els seus subdits que treballaven als vaixells «enemics» eren d'ofici condemnats a mort, les mercaderies comprades a la Companyia eren confiscades, el negoci multat o punit amb penes de presó. També van atacar les factories a l'estranger i assassinar els residents. En engreixar la mà del nawab de Bengala amb 400.000 rupies, una coalició d'anglesos i neerlandesos va obtenir l'autorització d'atacar les embarcacions oostendeses.
El 31 de maig del 1727, de manera provisional, la companyia va perdre la seva autorització per navegar per set anys, i al tractat de Viena del 1731, l'emperador que necessitava el suport d'Anglaterra i de la República, va haver d'acceptar la dissolució de la Companyia. Tot i això va continuar funcionant de manera semiclandestina sota banderes estrangeres am Cadis com port oficial fins al 1777.

## Històric
En l'objectiu de crear-se una nova via cap a la mar, a continuació de la clausura de la estuari de l'Escalda per part de les Províncies Unides (tractat de Utrecht de 1713), l'emperador Carles VI va encarregar al marquès de Prié de preparar el reglament d'una companyia marítima que tindria la seva base en els Països-Baixos meridionals a la ciutat d'Ostende. Aquesta companyia s'inspirava de la constitució de companyies de les Províncies Unides, d'Anglaterra i de França.
La primera nau de la Companyia de Ostende va arribar a Balasore, a Orissa, el 1719. El 13 d'agost de 1719 va establir una factoria a Cabelon (Kovalam) a la costa de Coromandel. Va rebré el 1721 un firman del nawab Murshid Kuli Khan autoritzant-la a establir una factoria a Bankibazar (avui Ichapur a Bengala Occidental), al costat dret del riu Hooghly i fortificar el recinte. S'hauria posat en activitat l'estiu del 1723 i com a resultat de les pressions urgents fetes pels anglesos i holandesos, el nawab va ordenar que les fortificacions fossin confiscades, cosa a la que els ostendesos es van negar. Va seguir un primer conflicte (sens dubte el 1724). L'atmosfera va restar hostil.
Mentrestant, el 19 de desembre de 1722, l'emperador va promulgar la carta de la Companyia General Imperial i Reial de les Índies (també anomenada Companyia Imperial d'Ostende o Kaiserliche Ostender Kompanie), establerta en els Països Baixos Austríacs sota la protecció de Sant Carles. Els vaixells viatjaren sota el pavelló imperial i reial. El capital de la companyia fou de 6 milions de florins, representats per 6.000 accions de 1.000 florins. La companyia fou posada sota la direcció de set directors domiciliats en els Països Baixos Meridionals.
El comerç va continuar - amb èxit - malgrat els conflictes i l'hostilitat dels anglesos i dels holandesos. Les intrigues i pressions de les seves grans rivals van augmentar fins al punt que, al congrés de Aquisgrà de 1727, l'emperador del Sacre Imperi que havia perdut el suport dels regnes de les Espanyes, va haver d'acceptar certes restriccions. Si bé la factoria de Bankibazar fou confirmada, la carta imperial fou suspesa (31 de maig de 1727) i cap nau no hi va poder ser enviada des de Ostende durant set anys. El 5 de juliol de 1727 Banquibazar fou oficialment cedida a Àustria.
Els ostendesos van obtenir el permís d'obrir una factoria a Balasore cosa que va rebre igualment el boicot dels anglesos i holandesos i aquests últims no van dubtar en pagar el fawjdar local perquè expulsés els comerciants.
En 1730 les ribes del riu Hooghly (Hugli) formiguejaven de venedors, desertors i aventurers europeus que buscaven fortuna, contractats per una o altra companyia. Un d'ells fou l'anverès François de Schonamille que es va arribar a declarar cap de Bankibazar. L'Emperador es va aliar amb els danesos, els suecs i els polonesos per formar una lliga. Schonamille va buscar localment la negociació amb l'aliança anglo-holandesa però sense èxit.
Finalment, i a canvi de l'acceptació per l'Anglaterra de la Pragmatique Sanció, Carles VI va renunciar a la Companyia de Ostende i va posar oficialment final a les seves activitats (16 de març de 1731 al segon tractat de Viena). Aquesta decisió no fou coneguda fins uns quants anys més tard a Bengala. Les naus ostendeses arribaren regularment a Bankibazar fins al 1733 malgrat el bloqueig holandès. Un viatger francès va comprovar el 1734 que la bandera imperial del Sacre Imperi flotava sobre la factoria de Bankibazar.
En la seva correspondència (entre 1735 i 1739) Dupleix fa encara esment de la Companyia d'Ostende però per descriure'n la seva situació com desesperada. No té ni diners ni naus. Fins al 1744 Schonamille i alguns uns altres ostendesos van viure de l'ajuda rebuda dels danesos i suecs. Vers el 1742 la factoria de Cabelon fou perduda.
En 1744, encoratjat pels holandesos, el fawjdar de Hooghly imposa una multa a Bankibazar per col·lusió amb els venedors marathes, càrrec negat per Schonamille que va refusar pagar. Va seguir un nou conflicte armat. Un primer atac de les forces del fawjdar fou rebutjat. Però mancat de recursos Schonamille fou derrotat en un segon atac per forces reforçades que van ocupar la facyoria (5 de novembre de 1744). Bankibazar fou saquejada i la bandera imperial despenjada. Fou el final efectiu de Bankibazar i de la Companyia d'Ostende. Schonamille va fugir a Birmània on, sembla que va trobar la mort de manera violenta.

## Personalitats
Entre els capitans de la Companyia d'Ostende :
- Guillem de Brouwer, un dels més brillants marins de la companyia. Així el 1727, atacat per una flota de pirates xinesos tornant de Cantó, va aconseguir aniquilar-la, per a satisfacció dels pobles riberencs.
- François de Schonamille

## Governadors generals i comandants a Banquibazar (o Bankibazar)
- 1723 - 1724 Jacques-André Cobbé (governador general)
- 1724 Martin van Snaer i Pierre Sneyers (governador general interí)
- 1724 T. Kint (comandant)
- 1724 - 1726 Vincent Parraber (comandant interí)
- 1726 Jean Bos, François de Schonamille i Jean Ray (comandants)
- 1726 - 1730 Alexander Hume (governador general)
- 1730 - 1744 François de Schonamille (comandant)

### Comandants a Cabelon
- 1719 Godefroid de la Merveille
- 1719 - 1726 Luis Diaz de la Peña
- 1726 - 17.. Joseph Mérat
- vers 1730 Joseph Cointrel